# Maladera gardneri
Maladera gardneri är en skalbaggsart som beskrevs av Ahrens 2004. Maladera gardneri ingår i släktet Maladera och familjen Melolonthidae. Inga underarter finns listade i Catalogue of Life.